# Marie-Angélique-Memmie le Blanc
Marie-Angélique-Memmie le Blanc (Louisiana francese, 1712 – Parigi, 15 dicembre 1775) fu una ragazza ritrovata in Francia presso la cittadina di Songy.
Dopo essere sopravvissuta per dieci anni nelle foreste di Francia (1721-1731), fu l'unico enfant sauvage al mondo a riuscire ad apprendere a leggere e scrivere.
Nei paesi anglofoni è nota anche come: The Wild Child of Champagne (La bambina selvaggia della Champagne), The Maid of Châlons (La fanciulla di Châlons) o Wild Child of Songy (la bambina selvaggia di Songy). Sopravvisse al di fuori della società per dieci anni (tra il novembre del 1721 ed il settembre del 1731), più di qualsiasi altro caso di "bambino selvaggio", e dopo il suo ingresso in società imparò, caso unico fra i ragazzi ritrovati in condizioni simili, a leggere e scrivere. La sua storia è conosciuta attraverso due resoconti differenti: uno di Julia Douthwaite e l'altro del chirurgo francese Serge Aroles, che ritrovò centinaia di documenti a suo riguardo, pubblicandone 30 nel 2004.

## Biografia

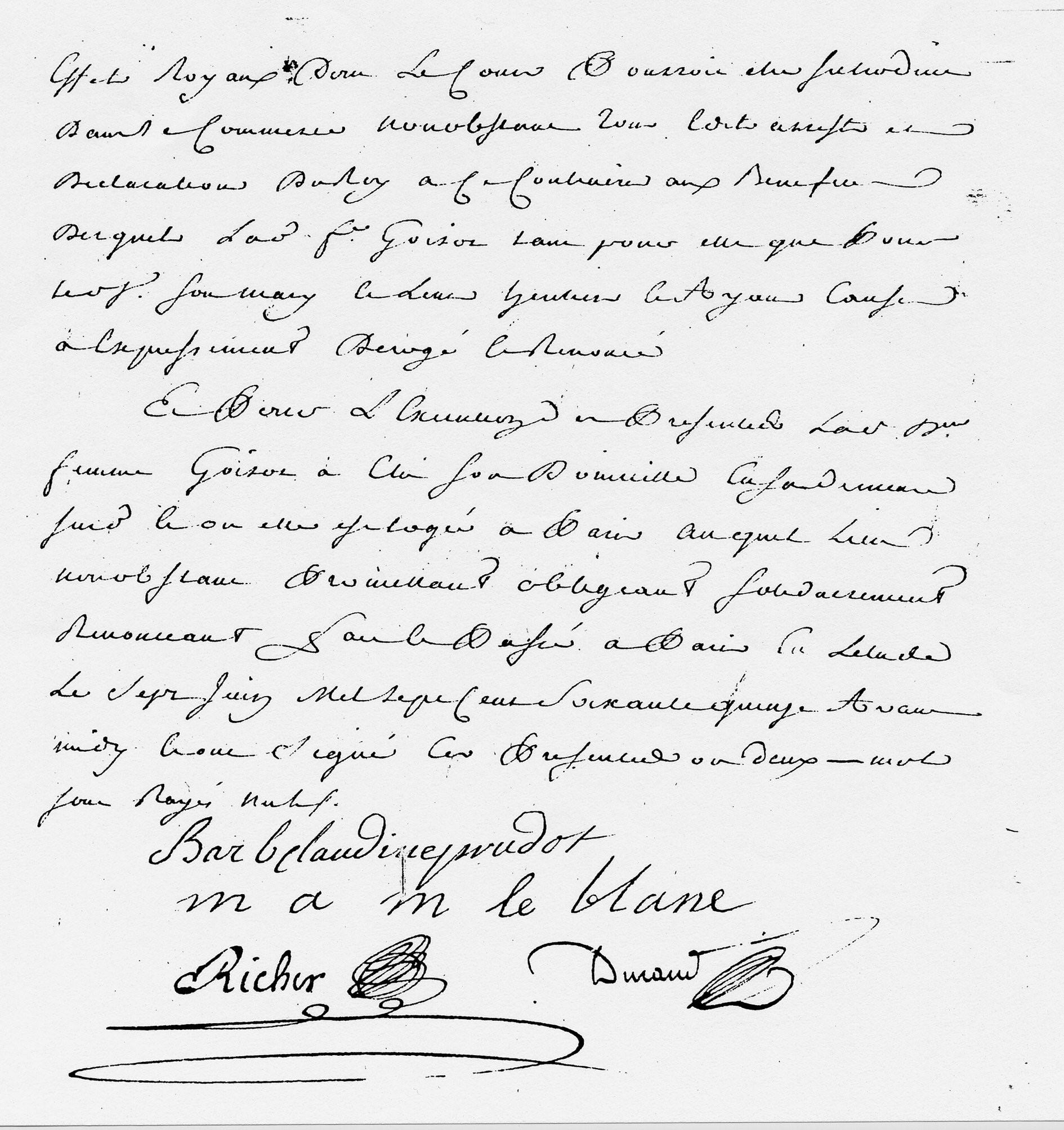
Un esempio di documento scritto da Madame Le Blanc

Era nata nel Wisconsin, al tempo colonia della Louisiana francese, nella tribù nativo-americana dei Fox (volpe), nota anche con il nome francese de La Nation des Renards. Nel 1716 fra i francesi e gli amerindi ebbe luogo una battaglia ad un centinaio di miglia a ovest di Chicago, ed in seguito alla sconfitta della sua tribù fu venduta, insieme a molti altri bambini, come serva finendo poi in Canada. Nel 1718 fu acquistata da Madame de-Courtemanche, descritta da Aroles come una "dama di qualità", che la amò come una figlia propria e che la portò con sé quando si trasferì in Labrador.
In seguito alla battaglia tra gli Eschimesi (Inuit) e la fragile colonia francese nel Labrador, la famiglia si imbarcò per la Francia, ma al loro arrivo a Marsiglia l'Europa occidentale era colpita dalla piaga della peste. L'epidemia dimezzò la popolazione di Marsiglia e, in seguito alle misure imposte per arginare il contagio, la giovane Marie-Angelique fu tenuta in quarantena per un anno. Nel novembre del 1721 riuscì a fuggire nel bosco della Provenza; dieci anni più tardi, all'età di 19 anni, fu catturata presso il villaggio di Songy. Morì sessantatreenne a Parigi, il 15 dicembre 1775, pensionata della regina di Francia.
La maggior parte dei documenti sul caso della ragazza ritrovata a Songy sono in francese e, nel corso degli anni, numerosi errori di traduzione in inglese, tedesco e spagnolo hanno portato allo sviluppo di malintesi ed inesattezze a suo riguardo, rappresentandola talvolta come una eschimese o una inuit, attribuendole 10 anni al momento del ritrovamento od ancora descrivendo la sua morte in condizione di povertà all'età di 30 anni.